# Empoasca blickenstaffi
Empoasca blickenstaffi är en insektsart som beskrevs av Irena Dworakowska och Trolle 1976. Empoasca blickenstaffi ingår i släktet Empoasca och familjen dvärgstritar.
Artens utbredningsområde är Liberia. Inga underarter finns listade i Catalogue of Life.